# سه استراتژی هوانگ شیگونگ
سه استراتژی هوانگ شیگونگ (انگلیسی: Three Strategies of Huang Shigong) یا سانریاکو، رساله ای در مورد استراتژی نظامی است که از لحاظ تاریخی با گوشه نشین تائوئیست هوانگ شیگونگ و ژنرال دودمان هان، ژانگ لیانگ مرتبط بوده است. هوانگ شیگونگ این رساله را به ژانگ لیانگ داد که به ژانگ اجازه داد تا به یک دولتمرد ماهر و نظریه‌پرداز جنگ قدرتمند تبدیل شود.